# José Daniel Vázquez
Pour les articles homonymes, voir Vázquez.
José Daniel Vázquez, né le 27 décembre 1951 à Mendoza (Mendoza, Argentine) et mort au combat le 30 mai 1982, est un pilote de chasse de la Force aérienne argentine qui mourrut pendant l'attaque du porte-avion HMS Invincible (es) pendant la guerre des Malouines. Il sera décoré de la Cruz al Heroico Valor en Combate (es). Son nom a été donné à l'aéroport Capitán José Daniel Vazquez (es).

## Origine et vie privée
José Daniel Vázquez naît le 27 décembre 1951 dans la ville de Mendoza, en Argentine. Ses documents officiels indiquent à tort le 1er janvier 1952 comme étant sa date de naissance.
En 1977, Vázquez épouse Liliana Ester Asensio. Ils ont ensemble trois enfants : Bernardo Vázquez (1978), María Paula Vázquez (1979) et Mariano Vázquez (1982).

## Carrière militaire

### Attaque du HMSInvincibleet mort au combat
Le 30 mai 1982, Vázquez se porte volontaire pour prendre part à une mission visant à attaquer le porte-avions HMS Invincible. L'opération consiste à tire le dernier Exocet Air-Mer 39 que possédait l'Argentine, à la suite de quoi les A-4C devaient suivre et larguer des bombes sur l'Invincible. La formation d'attaque est constituée de deux Super Étendard de l'Unidad de Tareas 80.3.1 de l'Armada commandée par le capitán de corbeta Alejandro Francisco et par les quatre A-4C de Vázquez. À 12 h 30 HOA (es), il décolle de la Base aéronavale Río Grande (es) à la tête de l'escadrille « Zonda », secondé par des premiers lieutenants Omar Jesús Castillo, Ernesto Ureta et par l'enseigne Gerardo Isaac,. La formation est ravitaillée en carburant au sud-ouest des îles Malouines, avant d'emprunter une trajectoire nord-est et de se lancer contre la cible. Vázquez est abattu par un missile Sea Wolf alors qu'il tirait au canon de 20 mm contre le porte-avions.
Dans une lettre à un camarade il écrit : « …no te preocupes si te toca vivir esto de otra manera, lo importante es saber que esta guerra, es realmente justa y verdadera y que detrás de una decisión está el todo el País…. »

## Hommages

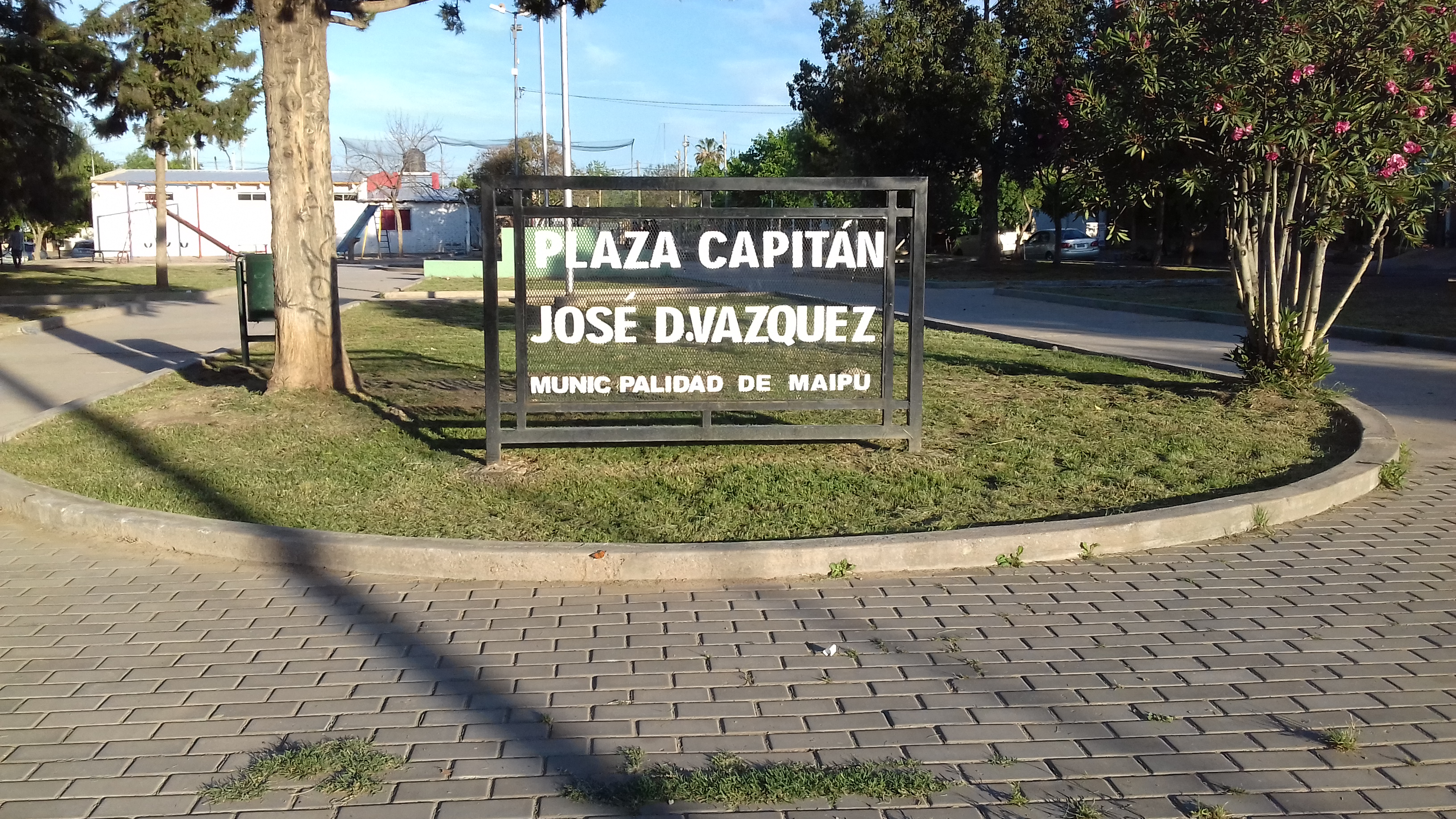
Plaza Capitán José Daniel Vázquez, barrio Ferroviario, Luzuriaga.

À la suite de la mort de José Vázquez, la Force aérienne argentine baptisé l'aéroport de Puerto San Julián, base de l'Escadron I, en son honneur, Aéroport Capitán José Daniel Vázquez.
Dans le département de Las Heras, Mendoza, l'École d'Éducation Technique (Escuela de Educación Técnica, EET) N.º 4-019 adopte le nom de « Capitán José Daniel Vázquez ».
L'École de Sous-officiers de la Fuerza Aérea argentine a reconstruit et modernisé un avion A-4 Skyhawk similaire à celui utilisé par Vázquez lors de sa dernière mission.
L'honorable Conseil délibératif de Maipú, Mendoza, a décidé par ordonnance municipale N.º 2131 de nommer la place du quartier Ferroviario : « Capitán José Daniel Vázquez ».

### Sources et bibliographie
- (es) Pablo Marcos Rafael Carballo, Los halcones no se lloran, Buenos Aires, Argentinidad, 2016 (ISBN 978-987-1942-53-4)
- (es) Pablo Marcos Rafael Carballo, Halcones de Malvinas : la experiencia de aquellos que lucharon con Dios en el alma y un halcón en el corazón, Buenos Aires, Argentinidad, 2017 (ISBN 978-987-1942-87-9)